# Stefano Mauri (calciatore)
Stefano Mauri (Monza, 8 gennaio 1980) è un procuratore sportivo, opinionista ed ex calciatore italiano, di ruolo centrocampista.

## Biografia
La passione per il calcio gli viene trasmessa dal padre. È diplomato in elettronica e telecomunicazione.

## Caratteristiche tecniche
Di ruolo trequartista, poteva giocare anche da seconda punta e da esterno d'attacco. Schierato spesso mezz'ala di centrocampo con il suo tiro potente e con la sua propensione agli inserimenti, oltre a essere un buon rigorista, riusciva spesso a trovare il gol.

## Carriera

### Club

#### Gli inizi
Inizia la sua carriera in Brianza: Cresce nelle giovanili del Monza, dove rimane fino al 1996 quando si trasferisce al Brugherio con il quale, nella stagione 1997-1998, disputa 23 partite, nelle quali mette a segno 10 reti, in Eccellenza.
Nel 1998 passa al Meda dove nella prima stagione, nel Campionato Nazionale Dilettanti, disputando 30 partite, nelle quali mette a segno 9 reti, ottiene la promozione in Serie C2. Nella stagione successiva, lui e il Meda si fermano alle semifinali dei play-off per giungere in Serie C1; in tale stagione ottiene un bottino di 21 presenze e 1 rete. La stagione 2000-2001 risulta essere l'ultima giocata dal giovane Mauri nel Meda dove totalizza 31 presenze e 2 reti. A fine stagione lascia la squadra brianzola con un totale di 82 presenze e 12 reti.

#### Modena e il prestito al Brescia
Esordisce il 9 settembre 2001 in occasione della partita d'andata del primo turno di Coppa Italia, pareggiato per 1-1, contro il Perugia. Mentre l'esordio in Serie B arriva il 16 settembre successivo in occasione della partita esterna, pareggiata per 0-0, contro la Ternana. Il 6 maggio 2002 mette a segno il suo primo gol con la maglia dei canarini in occasione della trasferta vinta, per 1-3, contro il Cittadella. Conclude la prima stagione con la maglia del Modena con un bottino di 9 presenze, 1 rete e la promozione in Serie A.
L'esordio nel massimo campionato italiano arriva il 14 settembre 2002 nella sconfitta casalinga, per 0-3, contro il Milan. Il 6 novembre successivo arriva anche la prima rete in occasione della trasferta, vinta per 1-3, contro l'Atalanta. A fine stagione totalizza 26 presenze e 1 rete.
A luglio 2003 viene ceduto, in prestito, al Brescia nel quale gioca alle spalle di Roberto Baggio nella sua ultima stagione. L'esordio con le rondinelle arriva il 31 agosto 2003 nella partita casalinga, pareggiata per 0-0, contro il ChievoVerona. Il 28 settembre successivo sigla la prima rete con la nuova maglia, aprendo le marcature nella sconfitta esterna, per 2-1, contro la Sampdoria. Il 6 gennaio 2004, in occasione della partita casalinga, vinta per 4-2, contro il Siena mette a segno la sua prima doppietta in Serie A, aprendo e chiudendo le marcature della partita. A fine stagione il bottino è di 31 presenze e 7 reti.

#### Udinese
Nell'estate del 2004 passa in compartecipazione all'Udinese. L'esordio con i friulani arriva il 12 settembre 2004 in occasione della trasferta, pareggiata per 0-0, contro la Reggina; in tale partita subentra, a 2 minuti dalla fine, al compagno di squadra Mirko Pieri. Il 16 settembre successivo gioca la sua prima partita in campo internazionale, in occasione della partita d'andata, di Coppa UEFA, contro i greci del Panionios; la partita viene persa per 3-1. Il primo gol arriva il 17 ottobre 2004, in occasione della trasferta, persa per 3-1, contro l'Inter; Mauri sigla il momentaneo 2-1. Il 16 marzo 2005, in occasione della partita di ritorno dei quarti, di Coppa Italia, contro il Milan sigla una doppietta che permette alla squadra di imporsi sui rossoneri per 4-1. A fine stagione, oltre ad aver totalizzato 40 presenze e 7 reti, aiuta la squadra a raggiungere la prima storica qualificazione alla Champions League.
In estate viene prelevato a titolo definitivo dal Modena, rimanendo comunque in Friuli. Il 10 agosto 2005 gioca la sua prima partita di Champions League, in occasione della partita d'andata del turno preliminare contro i portoghesi dello Sporting Lisbona; la partita viene vinta per 0-1 e Mauri disputa gli ultimi 20 minuti. Il 27 settembre successivo, dopo aver superato il turno preliminare, disputa anche la sua prima partita nella fase a gironi di Champions, nella trasferta persa per 4-1 contro gli spagnoli del Barcellona. In questa stagione non viene impiegato come in quella passata così viene ceduto nella sessione di mercato invernale alla Lazio.

#### Lazio

##### 2006-2011
A gennaio 2006 viene prelevato, in prestito, dalla Lazio, con la quale esordisce il 24 gennaio nella partita d'andata dei quarti di Coppa Italia contro l'Inter, partita pareggiata per 1-1. Il 29 gennaio successivo disputa la prima partita in campionato, in occasione della trasferta vinta, per 0-1, contro il Treviso. Il 5 marzo 2006 arriva anche la prima rete con la nuova maglia, in occasione della trasferta pareggiata, per 2-2, contro il Chievo.
In estate viene acquistato a titolo definitivo per una cifra vicina ai 3,1 milioni di euro e l'allenatore Delio Rossi lo riadatta come trequartista; in questa stagione Mauri riconquista, tra l'altro, la maglia della Nazionale. A fine stagione, oltre a conquistare insieme alla Lazio un posto in Champions League, totalizza 6 reti, con due doppiette contro Udinese e Messina.
La terza stagione si apre il 14 agosto 2007 in occasione del turno preliminare di Champions League pareggiato, per 1-1, contro la Dinamo Bucarest. Nella stagione successiva, il 13 maggio 2009, conquista con la maglia delle Aquile la Coppa Italia, competizione in cui era andato a segno contro Benevento (5-1) e Torino (3-1).
Durante l'estate vince anche la Supercoppa italiana sconfiggendo l'Inter 2-1 a Pechino realizzando l'assist decisivo per il gol del momentaneo 2-0. Va in gol contro l'Elfsborg in Europa League nella vittoria per 3-0. Con l'arrivo di Edoardo Reja ritorna nella sua posizione di cursore.
Nella stagione 2010-2011 veste spesso la fascia di capitano data la frequente assenza di Tommaso Rocchi per infortunio. Bissa inoltre il suo record di gol in Serie A: 6.

##### 2011-2016

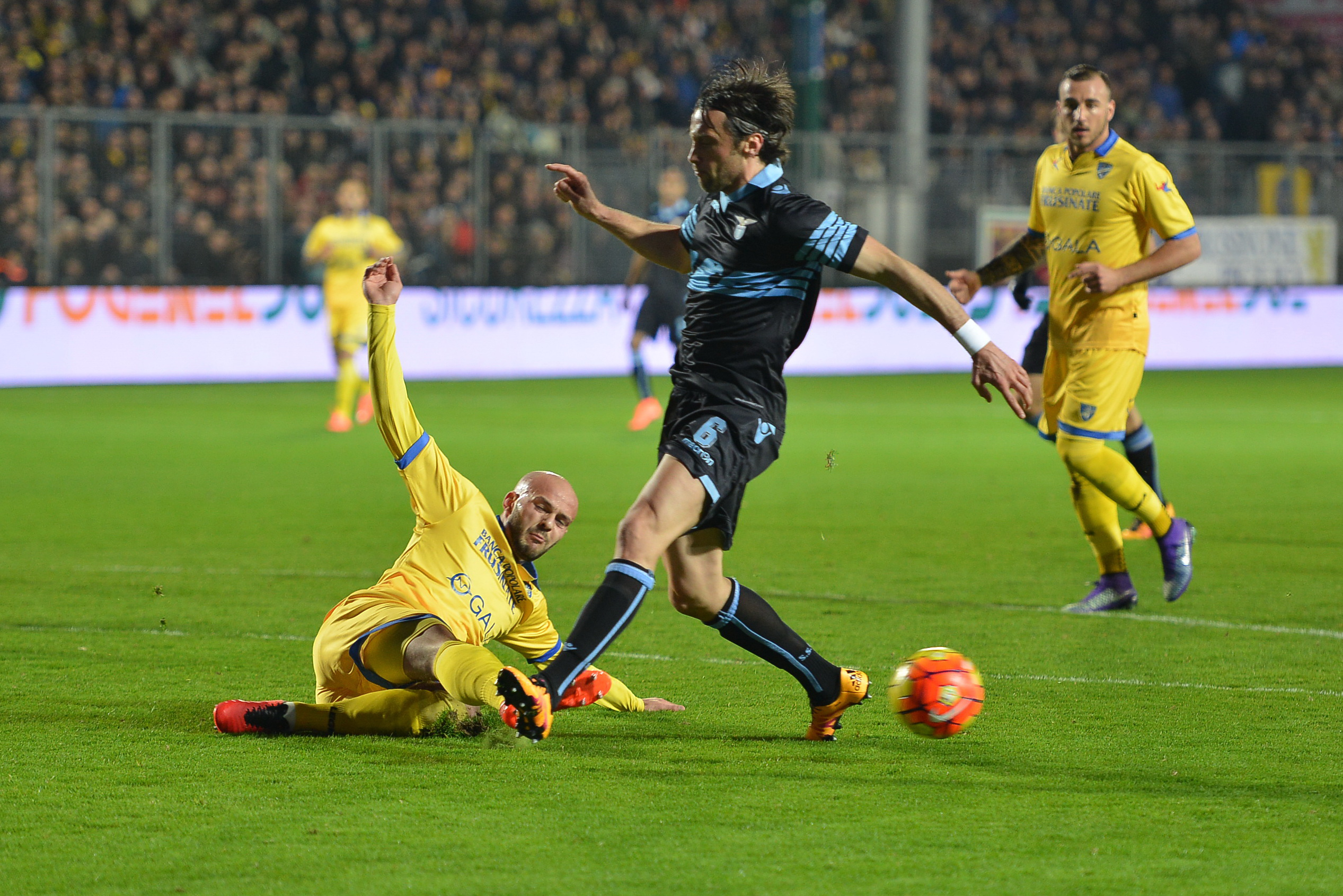
Mauri alla Lazio nel 2016

Nella prima uscita della stagione 2011-2012 prima serve un assist e poi firma uno dei gol con cui la Lazio batte il Rabotnicki stabilendo il suo più ampio successo all'Olimpico in una competizione europea (6-0). Un infortunio lo ferma per un mese e al suo rientro la Lazio vince 2-1 il derby contro la Roma. Dopo questa partita subisce una ricaduta in allenamento e decide quindi di andare in Germania dove verrà operato e subirà una lunga riabilitazione. Il 4 marzo 2012 firma la rete che regala alla Lazio la vittoria nel derby di ritorno.
La stagione 2012-2013, sotto la guida tecnica di Vladimir Petković, lo vede impiegato largo a sinistra nella batteria dei quattro trequartisti alle spalle di Miroslav Klose. L'11 novembre 2012 firma la rete del momentaneo 3-1 in favore della Lazio nella vittoria biancoceleste per 3-2 nel derby di andata. Con la partenza di Tommaso Rocchi, trasferitosi all'Inter durante il mercato di gennaio, Mauri diventa il capitano della squadra biancoceleste. Il 26 maggio 2013 alza al cielo la Coppa Italia battendo in finale la Roma per 1-0.
Dopo la squalifica, durata sei mesi, torna in campo il 9 febbraio 2014 in occasione del derby capitolino contro la Roma, partita pareggiata 0-0.
Nella stagione 2014-2015 realizza 8 reti in campionato, record personale. Il 20 maggio 2015 perde la finale di Coppa Italia dove la Lazio viene sopraffatta dalla Juventus per 2-1.
Il 1º luglio 2015 scade il contratto che lo legava con la società capitolina. Il 21 agosto successivo, dopo che il Pubblico ministero di Cremona aveva chiuso le indagini su di lui per quanto riguarda il filone del calcioscommesse, decide di firmare nuovamente per la Lazio, per una stagione a 800.000 euro più bonus, decidendo però di non essere più il capitano della squadra. Il 13 marzo 2016, in occasione della vittoria casalinga, per 2-0, contro l'Atalanta, disputa la sua 300ª partita con la maglia biancoceleste. Conclude la stagione con 19 presenze e 1 rete non riuscendo ad ottenere un nuovo rinnovo contrattuale.

#### Ritorno al Brescia
Il 10 gennaio 2017 viene preso a parametro zero dal Brescia dell'ex compagno Cristian Brocchi dopo essersi allenato per qualche mese con il Racing Club Roma, squadra militante in Lega Pro allenata da Giuliano Giannichedda. Colleziona 12 presenze in Serie B segnando un gol, il 18 marzo contro lo Spezia. A fine stagione si ritira.

### Nazionale
Ha esordito in Nazionale il 17 novembre 2004, a 24 anni, con il CT Marcello Lippi, nell'amichevole Italia-Finlandia (1-0). Ha disputato 6 partite fino al 2007, venendo convocato anche dal CT Roberto Donadoni.
A tre anni dalla sua ultima presenza con la maglia della Nazionale, è tornato nel gruppo degli Azzurri con il CT Cesare Prandelli, che l'8 ottobre 2010 lo ha impiegato da titolare nella partita contro l'Irlanda del Nord (0-0), valida per le qualificazioni a Euro 2012.

### Dopo il ritiro
Appesi gli scarpini al chiodo, ottiene il patentino da allenatore UEFA B, che gli consente di allenare fino agli Allievi nelle squadre professionistiche e tutte le squadre dilettanti, e il 5 dicembre 2017 ottiene la licenza da direttore sportivo. Da agosto 2018 collabora come opinionista radiofonico presso Radiosei, famosa stazione radiofonica che si occupa di Lazio.
Attualmente lavora come procuratore sportivo.

## Controversie

### Calcioscommesse
Sul finire del dicembre 2011, Mauri viene coinvolto nell'inchiesta sul calcioscommesse da parte di Carlo Gervasoni, giocatore precedentemente arrestato e che ha ammesso di aver truccato alcune partite di serie B.
Lo stesso, nel gennaio 2013 verrà considerato inattendibile da parte del tribunale nazionale di arbitrato dello sport nell'ambito del processo sportivo al giocatore Alberto Fontana.
Nello stesso momento delle rivelazioni di Gervasoni, Alessandro Zamperini, altro giocatore coinvolto da Gervasoni, secondo il quale ha contattato Mauri per la combine, nega ogni addebito nei confronti di quest'ultimo, smentendo quanto affermato da Gervasoni. E continuerà a farlo fino alla fine.
Il 28 maggio 2012, Mauri viene posto in custodia cautelare da parte del GIP di Cremona Guido Salvini, a seguito della scoperta di una scheda telefonica che secondo l'accusa sarebbe stata usata dal giocatore per concludere le combine di Lazio-Genoa e Lecce-Lazio ed il 4 giugno al giocatore vengono concessi gli arresti domiciliari, ma non la scarcerazione in quanto la versione data agli inquirenti viene considerata ‘scarsamente plausibile’ ‘e almeno allo stato appare costruita a posteriori’.
Il 14 giugno il giocatore viene scarcerato definitivamente perché "non ci sono i presupposti per applicare una misura cautelare" nei suoi confronti.
Nell'ottobre dello stesso anno, Mauri viene interrogato dalla procura di Berna riguardo ad un versamento su di un conto intestato ai genitori del giocatore. L'accusa è di riciclaggio e che i movimenti bancari possano essere collegati al calcioscommesse. I verbali dell'interrogatorio vennero secretati e ad oggi nessuna comunicazione ufficiale è stata rilasciata al riguardo, né tali verbali sono mai stati presi in considerazione nel prosieguo dell'inchiesta. In un'intervista il presidente della Lazio, Claudio Lotito, rivela che il giocatore ha potuto dimostrare la totale estraneità alle accuse e che il conto ed i soldi servivano per pagare le cure per il padre., deceduto qualche mese dopo la vicenda.
Il 10 luglio 2013, nell'ambito del sesto filone di indagini, viene deferito dal procuratore federale Stefano Palazzi per illecito sportivo in riguardo al quarto filone dell'inchiesta di Cremona in relazione alle gare Lazio-Genoa del 14 maggio 2011 e Lecce-Lazio del 22 maggio 2011. Gli vengono contestate anche la violazione dell'Art. 1, comma 1 (violazione dei principi di lealtà, correttezza e probità) e dell'Art. 6, comma 1 (divieto di effettuare scommesse) del Codice di Giustizia Sportiva.
Il 24 luglio il procuratore federale Stefano Palazzi chiede per Mauri una squalifica di 4 anni e 6 mesi: 3 anni per l'illecito in Lazio-Genoa, 6 mesi per la continuazione con la successiva combine Lecce-Lazio, 6 mesi per gli effettivi risultati conseguiti e altri 6 mesi per la violazione del divieto di scommesse.
Il 2 agosto il capitano biancoceleste viene squalificato in primo grado per 6 mesi per la sola omessa denuncia relativamente alla gara contro il Genoa mentre viene prosciolto per la sfida con il Lecce e qualsiasi altra accusa di illecito, per mancanza di prove. Successivamente, nel giudizio di secondo grado c'è stata una sospensione del giudizio dopo che la Corte di Giustizia Federale ha disposto nuove indagini sulla sua posizione.
Dopo la sospensione del giudizio per nuove indagini sul calciatore, il 2 ottobre 2013 la Corte di Giustizia Federale condanna Mauri nell'ambito del calcioscommesse a 9 mesi di squalifica (aggiunta una responsabilità anche per Lecce-Lazio).
Il 10 gennaio 2014 il TNAS gli riduce la pena a 6 mesi di squalifica (omessa denuncia per Lazio-Genoa e non per Lecce-Lazio).
In vista del processo penale, il 7 luglio 2015 la Procura di Cremona chiede il rinvio a giudizio per Mauri e altri 103 indagati.
Il 13 agosto la Procura Federale comunica di non volere procedere con un processo bis nei confronti di Mauri e della Lazio in relazione al nuovo dibattimento aperto per Lazio-Genoa e Lecce-Lazio; per Mauri non vi sarebbe neanche la possibilità di essere coinvolto dato che si è appellato al TNAS a differenza degli altri imputati dell'epoca.
Nel luglio 2019 il tribunale di Bologna ha dichiarato estinta l'accusa di partecipazione ad associazione a delinquere per Mauri e per altri 25 imputati.

## Statistiche

### Presenze e reti nei club
Statistiche aggiornate al 22 aprile 2017.
| Stagione        | Squadra         | Campionato      | Campionato | Campionato | Coppe nazionali | Coppe nazionali | Coppe nazionali | Coppe continentali | Coppe continentali | Coppe continentali | Altre coppe | Altre coppe | Altre coppe | Totale | Totale |
| Stagione        | Squadra         | Comp            | Pres       | Reti       | Comp            | Pres            | Reti            | Comp               | Pres               | Reti               | Comp        | Pres        | Reti        | Pres   | Reti   |
| --------------- | --------------- | --------------- | ---------- | ---------- | --------------- | --------------- | --------------- | ------------------ | ------------------ | ------------------ | ----------- | ----------- | ----------- | ------ | ------ |
| 1997-1998       | Brugherio       | Ecc.            | 23         | 10         | -               | -               | -               | -                  | -                  | -                  | -           | -           | -           | 23     | 10     |
| 1998-1999       | Meda            | CND             | 30         | 9          | -               | -               | -               | -                  | -                  | -                  | -           | -           | -           | 30     | 9      |
| 1999-2000       | Meda            | C2              | 21         | 1          | -               | -               | -               | -                  | -                  | -                  | -           | -           | -           | 21     | 1      |
| 2000-2001       | Meda            | C2              | 31         | 2          | -               | -               | -               | -                  | -                  | -                  | -           | -           | -           | 31     | 2      |
| Totale Meda     | Totale Meda     | Totale Meda     | 82         | 12         |                 | -               | -               |                    | -                  | -                  |             | -           | -           | 82     | 12     |
| 2001-2002       | Modena          | B               | 9          | 1          | CI              | 2               | 0               | -                  | -                  | -                  | -           | -           | -           | 11     | 1      |
| 2002-2003       | Modena          | A               | 25         | 1          | CI              | 1               | 0               | -                  | -                  | -                  | -           | -           | -           | 26     | 1      |
| 2003-2004       | Brescia         | A               | 30         | 7          | CI              | 1               | 0               | -                  | -                  | -                  | -           | -           | -           | 31     | 7      |
| ago. 2004       | Modena          | B               | 0          | 0          | CI              | 1               | 1               | -                  | -                  | -                  | -           | -           | -           | 1      | 1      |
| Totale Modena   | Totale Modena   | Totale Modena   | 34         | 2          |                 | 4               | 1               |                    | -                  | -                  |             | -           | -           | 38     | 3      |
| 2004-2005       | Udinese         | A               | 32         | 5          | CI              | 6               | 2               | CU                 | 2                  | 0                  | -           | -           | -           | 40     | 7      |
| 2005-gen. 2006  | Udinese         | A               | 16         | 0          | CI              | 2               | 1               | UCL                | 7                  | 0                  | -           | -           | -           | 25     | 1      |
| Totale Udinese  | Totale Udinese  | Totale Udinese  | 48         | 5          |                 | 8               | 3               |                    | 9                  | 0                  |             | -           | -           | 65     | 8      |
| gen.-giu. 2006  | Lazio           | A               | 15         | 2          | CI              | 2               | 0               | -                  | -                  | -                  | -           | -           | -           | 17     | 2      |
| 2006-2007       | Lazio           | A               | 29         | 6          | CI              | 2               | 0               | -                  | -                  | -                  | -           | -           | -           | 31     | 6      |
| 2007-2008       | Lazio           | A               | 24         | 3          | CI              | 5               | 0               | UCL                | 4                  | 0                  | -           | -           | -           | 33     | 3      |
| 2008-2009       | Lazio           | A               | 26         | 1          | CI              | 5               | 2               | -                  | -                  | -                  | -           | -           | -           | 31     | 3      |
| 2009-2010       | Lazio           | A               | 35         | 3          | CI              | 2               | 0               | UEL                | 6                  | 1                  | SI          | 1           | 0           | 44     | 4      |
| 2010-2011       | Lazio           | A               | 29         | 6          | CI              | 1               | 0               | -                  | -                  | -                  | -           | -           | -           | 30     | 6      |
| 2011-2012       | Lazio           | A               | 16         | 4          | CI              | 0               | 0               | UEL                | 3                  | 1                  | -           | -           | -           | 19     | 5      |
| 2012-2013       | Lazio           | A               | 26         | 3          | CI              | 4               | 1               | UEL                | 6                  | 0                  | -           | -           | -           | 36     | 4      |
| 2013-2014       | Lazio           | A               | 12         | 4          | CI              | 0               | 0               | UEL                | 0                  | 0                  | SI          | 0           | 0           | 12     | 4      |
| 2014-2015       | Lazio           | A               | 29         | 9          | CI              | 2               | 0               | -                  | -                  | -                  | -           | -           | -           | 31     | 9      |
| 2015-2016       | Lazio           | A               | 12         | 1          | CI              | 1               | 0               | UCL+UEL            | 0+6                | 0                  | SI          | 0           | 0           | 19     | 1      |
| Totale Lazio    | Totale Lazio    | Totale Lazio    | 253        | 42         |                 | 24              | 3               |                    | 25                 | 2                  |             | 1           | 0           | 303    | 47     |
| gen.-giu. 2017  | Brescia         | B               | 12         | 1          | CI              | -               | -               | -                  | -                  | -                  | -           | -           | -           | 12     | 1      |
| Totale Brescia  | Totale Brescia  | Totale Brescia  | 42         | 8          |                 | 1               | 0               |                    | -                  | -                  |             | -           | -           | 43     | 8      |
| Totale carriera | Totale carriera | Totale carriera | 484        | 79         |                 | 37              | 7               |                    | 34                 | 2                  |             | 1           | 0           | 556    | 88     |

### Cronologia presenze e reti in nazionale
| Cronologia completa delle presenze e delle reti in nazionale ― Italia | Cronologia completa delle presenze e delle reti in nazionale ― Italia | Cronologia completa delle presenze e delle reti in nazionale ― Italia | Cronologia completa delle presenze e delle reti in nazionale ― Italia | Cronologia completa delle presenze e delle reti in nazionale ― Italia | Cronologia completa delle presenze e delle reti in nazionale ― Italia | Cronologia completa delle presenze e delle reti in nazionale ― Italia | Cronologia completa delle presenze e delle reti in nazionale ― Italia |
| Data                                                                  | Città                                                                 | In casa                                                               | Risultato                                                             | Ospiti                                                                | Competizione                                                          | Reti                                                                  | Note                                                                  |
| --------------------------------------------------------------------- | --------------------------------------------------------------------- | --------------------------------------------------------------------- | --------------------------------------------------------------------- | --------------------------------------------------------------------- | --------------------------------------------------------------------- | --------------------------------------------------------------------- | --------------------------------------------------------------------- |
| 17-11-2004                                                            | Messina                                                               | Italia                                                                | 1 – 0                                                                 | Finlandia                                                             | Amichevole                                                            | -                                                                     |                                                                       |
| 8-6-2005                                                              | Toronto                                                               | Italia                                                                | 1 – 1                                                                 | Serbia e Montenegro                                                   | Amichevole                                                            | -                                                                     | 46’                                                                   |
| 11-10-2006                                                            | Tbilisi                                                               | Georgia                                                               | 1 – 3                                                                 | Italia                                                                | Qual. Euro 2008                                                       | -                                                                     | 64’                                                                   |
| 15-11-2006                                                            | Bergamo                                                               | Italia                                                                | 1 – 1                                                                 | Turchia                                                               | Amichevole                                                            | -                                                                     | 46’                                                                   |
| 13-10-2007                                                            | Genova                                                                | Italia                                                                | 2 – 0                                                                 | Georgia                                                               | Qual. Euro 2008                                                       | -                                                                     | 88’                                                                   |
| 17-10-2007                                                            | Siena                                                                 | Italia                                                                | 2 – 0                                                                 | Sudafrica                                                             | Amichevole                                                            | -                                                                     |                                                                       |
| 8-10-2010                                                             | Belfast                                                               | Irlanda del Nord                                                      | 0 – 0                                                                 | Italia                                                                | Qual. Euro 2012                                                       | -                                                                     | 79’                                                                   |
| 12-10-2010                                                            | Genova                                                                | Italia                                                                | 3 – 0 tav                                                             | Serbia                                                                | Qual. Euro 2012                                                       | -                                                                     |                                                                       |
| 17-11-2010                                                            | Klagenfurt am Wörthersee                                              | Romania                                                               | 1 – 1                                                                 | Italia                                                                | Amichevole                                                            | -                                                                     |                                                                       |
| 9-2-2011                                                              | Dortmund                                                              | Germania                                                              | 1 – 1                                                                 | Italia                                                                | Amichevole                                                            | -                                                                     | 74’                                                                   |
| 25-3-2011                                                             | Lubiana                                                               | Slovenia                                                              | 0 – 1                                                                 | Italia                                                                | Qual. Euro 2012                                                       | -                                                                     | 63’                                                                   |
| Totale                                                                |                                                                       | Presenze                                                              | 11                                                                    |                                                                       | Reti                                                                  | 0                                                                     |                                                                       |

## Palmarès

### Club

#### Competizioni nazionali
- Campionato Nazionale Dilettanti: 1

Meda: 1998-1999
- Coppa Italia: 2

Lazio: 2008-2009, 2012-2013
- Supercoppa italiana: 1

Lazio: 2009